# Suábia (Baviera)
A Suábia (em alemão Schwaben) é uma região administrativa (Regierungsbezirk) do Estado (Bundesland) alemão da Baviera, cuja capital é a cidade de Augsburgo.
A Suábia é uma região histórica da Alemanha com um dialecto local chamado schwäbisch, ou suábio. O território histórico abrangia grande parte do estado de Baden-Württemberg bem como a região administrativa bávara da Suábia. Na Idade Média, a maioria da actual Suíça e da Alsácia (hoje pertencente à França) também faziam parte da Suábia.

## Demografia
Evolução da população:
- 1939: 934 311
- 1950: 1 293 734
- 1961: 1 340 217
- 1970: 1 467 454
- 1987: 1 546 504
- 2002: 1 776 465
- 2005: 1 788 919
- 2006: 1 786 764

## Subdivisões administrativas
A região administrativa da Suábia, na Baviera, está dividida em 10 distritos (Kreise) e 4 cidades independentes (kreisfreie Städte), que não pertencem a nenhum distrito.
- Kreise (distritos):

1. Aichach-Friedberg
2. Algóvia Oriental
3. Alta Algóvia
4. Augsburgo
5. Baixa Algóvia
6. Dillingen
7. Danúbio-Ries
8. Gunzburgo
9. Lindau
10. Neu-Ulm

- Kreisfreie Städte (cidades independentes):

1. Augsburgo
2. Kaufbeuren
3. Kempten na Algóvia
4. Memmingen

## Suábios famosos

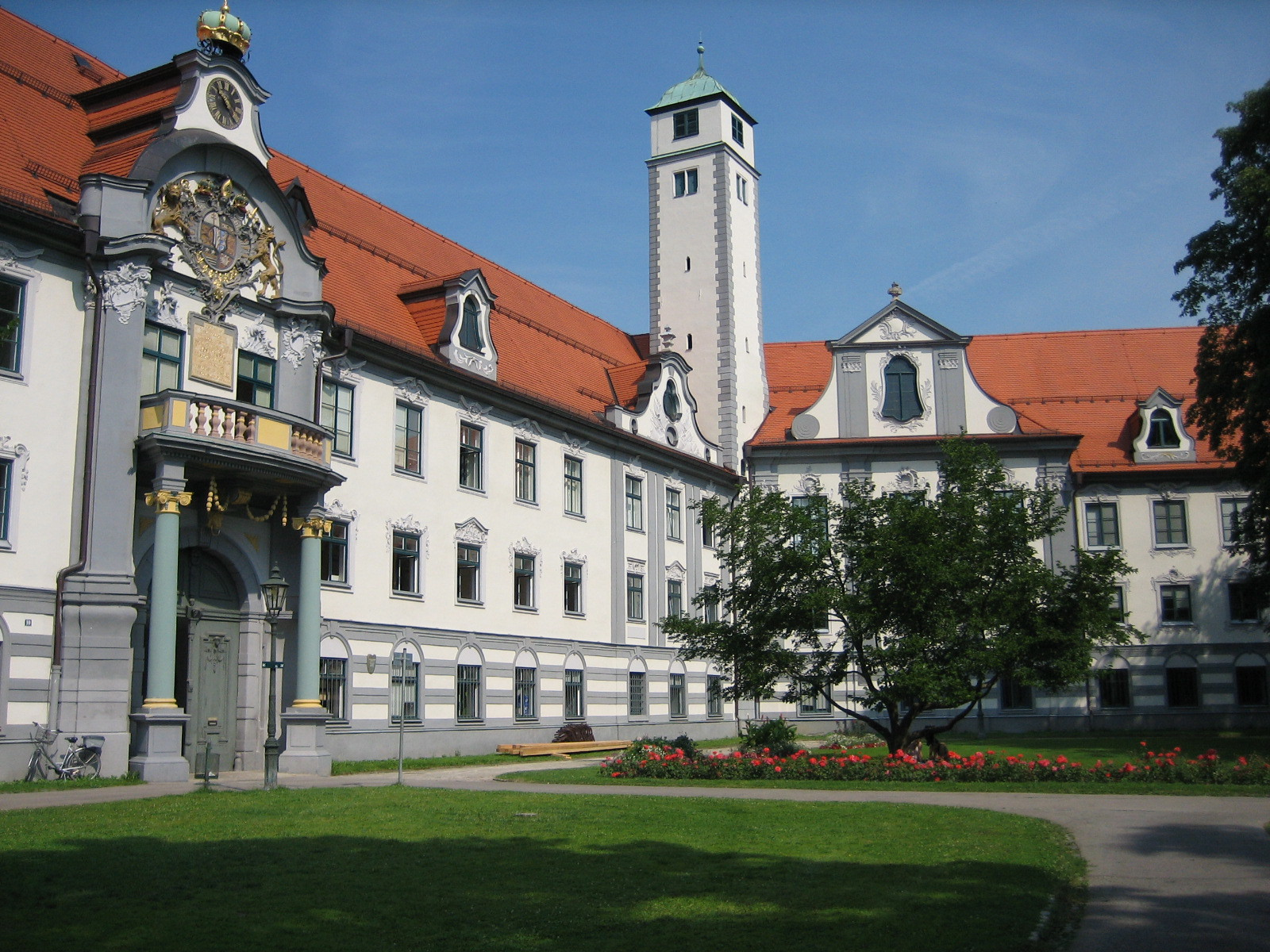
Prédio do governo da Suábia em Augsburg

- Claus Stauffenberg (coronel na Segunda Guerra Mundial, líder da Operação Valquíria)
- Erwin Rommel (general na Segunda Guerra Mundial)
- Franz Anton Mesmer (cientista de vasta formação - filosofia, teologia, música, medicina. Foi o descobridor do magnetismo animal)
- Friedrich Schiller (famoso historiador e escritor, "Willhelm Tell","Die Räuber", "Maria Stuart")
- Georg Elser (resistente ao nazismo)
- Georg Faust (protagonista de contos e lendas)
- Gottlieb Daimler (inventor do primeiro automóvel moderno, fundador da Daimler-Motoren-Gesellschaft, hoje: Daimler-Chrysler)
- Harald Schmidt (famoso comediante alemão)
- Henri Nestlé
- Jürgen Klinsmann (ex-jogador de futebol e atualmente técnico de futebol)
- Klaus Nomi (contra-tenor)
- Kurt Georg Kiesinger (ex-chanceler alemão)
- Richard von Weizsäcker (ex-Presidente da Alemanha)
- Roland Emmerich (realizador em Hollywood)
- Sophie Scholl (resistente ao nazismo)
- Theodor Heuss (ex-Presidente da Alemanha)

## Revista
- Suevica. Beiträge zur schwäbischen Literatur- und Geistesgeschichte. Hrsg. von Reinhard Breymayer; Verlag Hans-Dieter Heinz, Akademischer Verlag Stuttgart, ISSN 0179-2482